# Progresivní webové aplikace
Progresivní webové aplikace (anglicky Progressive Web Apps, PWA) jsou webové aplikace, které vypadají a načítají se jako běžné webové stránky. Navíc ale nabízí funkce běžně dostupné pouze nativním aplikacím, např. práci offline, push notifikace nebo přístup k hardwaru zařízení. PWA tak kombinují flexibilitu webu s možnostmi aplikací.

## Historie
Kolem roku 2005 se vývojové technologie přesunuly ze statických na dynamické webové stránky řízené servery (PHP, ASP.NET) nebo systémy ze strany klienta (AJAX). Došlo také k přechodu na responzivní webový design.
V roce 2007 proběhly první pokusy o vytvoření progresivní webové aplikace, avšak nepříliš úspěšně. PWA selhávaly zejména na některých zařízeních (např. iPhone), v porovnání s nativními aplikacemi byly pomalejší a poskytovaly horší uživatelskou zkušenost.
Změna přišla v polovině roku 2010 díky vylepšením v jazycích HTML5, CSS3 a JavaScript, která výrazně zvýšila kompatibilitu webových prohlížečů s výkonnými procesory (např. Apple A10 či Snapdragon 820). PWA se staly životaschopnou alternativou k nativním aplikacím.
S názvem „progresivní webové aplikace“ přišli v roce 2015 designérka Frances Berriman a inženýr Google Chrome Alex Russell. Popsali jím aplikace využívající nové funkce podporované moderními prohlížeči, dále service workers a web app manifests, které uživatelům umožňují inovovat webové na progresivní webové aplikace v jejich nativním operačním systému.

## Charakteristika
Podle vývojářů mají PWA tyto charakteristiky:

1. Progresivní – pracují pro každého uživatele bez ohledu na volbu prohlížeče nebo operačního systému.
2. Responzivní – přizpůsobí se jakémukoli zařízení, kde se mají objevit, tedy PC, mobilnímu telefonu i tabletu.
3. Nezávislé na připojení – Service workers umožňují práci offline nebo v sítích s nízkou kvalitou připojení.
4. App-Like – uživatel má při interakci pocit, jako by používal nativní aplikaci.
5. Aktuální – díky procesu aktualizace Service workers.
6. Bezpečné – obsluha pouze pomocí HTTPS.
7. Dohledatelné – jsou identifikovatelné jako "aplikace" díky manifestu W3C[9] a rozsahu registrace poskytovatelů služeb, díky kterým je vyhledávače mohou nalézt.
8. Instalovatelné – bez stahování z App Store nebo Google Play.
9. Dostupné – snadno se sdílejí prostřednictvím adresy URL. PWA nevyžadují komplexní instalaci.

Progresivní webové aplikace jsou vylepšením stávající webové technologie. PWA pracují v každém prohlížeči, ale některé funkce typu „app-like“ (např. nezávislost na připojení, instalace na domovskou obrazovku a push zprávy) závisí na podpoře prohlížeče. Od dubna 2018 tyto funkce podporují v různém rozsahu Microsoft Edge, Google Chrome, Mozilla Firefox a Safari. Dá se očekávat, že je i další prohlížeče budou postupně následovat.
Základní technická kritéria pro to, aby web považoval prohlížeč za progresivní webovou aplikaci, popsal Russell v následujících bodech:
- Mají bezpečný původ. Obsluhují se přes TLS a „zelené ochranné zámky“ (bez aktivního smíšeného obsahu).
- Načítají se offline.
- Obsahují Manifest soubor, který definuje základní informace o aplikaci: jméno, short_name, start_url a zobrazení (s hodnotou standalone nebo fullscreen)
- Mají ikonu ve formátu PNG a velikosti nejméně 144 × 144 px. Např.: "ikony": [{"src": "/images/icon-144.png", "velikosti": "144x144", "typ": "image / png

## Technologie
Běžně používané technologie slouží k vytváření progresivních webových aplikací. PWA stojí na těchto pilířích:

### Manifest
Manifest pro webové aplikace se nazývá JSON. Vývojářům poskytuje centralizované místo pro zadávání metadat spojených s webovou aplikací, včetně:
- Jména webové aplikace
- Odkazu na ikonu či obrázek webové aplikace
- Preferované URL sloužící k otevření webové aplikace
- Dat konfigurace webové aplikace
- Prohlášení o výchozí orientaci webové aplikace
- Nastavení režimu zobrazení, např. celá obrazovka

Tato metadata mají zásadní význam pro přidání aplikace na domovskou obrazovku nebo jiné uvedení vedle nativních aplikací.

### AppCache (zastaralé)
AppCache je starší technologie na podporu offline používání webu. Optimálně pracuje jen u jednostránkových aplikací, ale selhává u wiki nebo vícestránkových aplikací. Na začátku roku 2019 přední prohlížeče AppCache podporují, protože je některé stránky dlouhodobě používají. V budoucnu se však očekává jejich nahrazení.

### Service Workers
Nativní mobilní aplikace poskytují bohaté zkušenosti a vysoký výkon na úkor úložného prostoru, nedostatku aktualizací v reálném čase a nízké viditelnosti ve vyhledávání. Nevýhody tradičních webových aplikací tkví v chybějících nativních, kompilovaných a spustitelných souborech v kombinaci se závislostí na nespolehlivém a potenciálně pomalém připojení k webu.
Service workers poskytují skriptovatelnou síťovou proxy ve webovém prohlížeči, která umožňuje programové vyžádání webových/HTTP požadavků. Efektivně tak využívají mechanismy vyrovnávací paměti a umožňují bezchybné fungování v offline módu.
Service workers se u progresivních webových aplikací používají ke zkombinování největších výhod nativních a webových aplikací.
Výhody Service workers:
- Dokáží jednoduše zpracovat push oznámení.
- Synchronizují data na pozadí.
- Jsou schopné reagovat na požadavky zdrojů pocházejících odjinud.
- Získávají centralizované aktualizace.

### Web Workers
Umožňují webové aplikaci spouštět současně více podprocesů JavaScriptového kódu. Díky tomu se dlouhé aktivity odstraňují z podprocesu uživatelského rozhraní a redukují tak blokování UI.

### IndexedDB, IDB
IndexedDB je API rozhraní zabudované do moderních prohlížečů pro ovládání NoSQL databáze. Umožňuje ukládání dat do paměti klientského zařízení, což pro PWA znamená možnost lokálního vyhledávání místo posílání žádostí.

### LocalStorage & SessionStorage
Náhrada za soubory cookie, která umožňuje ukládat víc dat než cookie.

### App Shell
Architektonický přístup Model App Shell používají některé progresivní webové aplikace. Pro rychlé načítání ukládají Service workers základní uživatelské rozhraní nebo shell z responzivní webové aplikace. Tento shell poskytne prohlížeči počáteční statický rámec, rozložení nebo architekturu, do níž může být vlastní obsah načítán postupně a dynamicky. To umožňuje uživatelům pracovat s aplikací plynule navzdory měnící se rychlosti webového připojení. Shell může být uložen v mezipaměti prohlížeče například mobilního zařízení.

## Využití a statistiky
Mnoho nadnárodních firem přechází z nativních aplikací na PWA, což přináší měřitelné změny v chování uživatelů.

### Svět
Trivago
Po přidání na domovské obrazovky uživatelů se angažovanost uživatelů zvýšila o 150 %. Navíc offline funkce aplikace umožnily uživatelům přístup k údajům o hotelech, i když nebylo k dispozici internetové připojení. Tím se zlepšil uživatelský zážitek a zvýšilo se udržení uživatelů a počet rezervací.
AliExpress
Díky přechodu na PWA zvýšil Aliexpress konverzi nových uživatelů o 104 %. Také se zvýšil čas, který uživatelé stráví na stránkách napříč všemi prohlížeči o 74 %. Dvojnásobně vzrostlo i množství zobrazených stránek.
Starbucks
Aktivita uživatelů se v PWA Starbucksu zvýšila denně i měsíčně na dvojnásobek. Nákupy přes aplikaci se zvedly v průměru o 20 %.
Forbes
Po přechodu na progresivní aplikaci se načítání stránek Forbes.com snížilo z 6,5 sekund na 2,5 a imprese na jednu návštěvu stoupla o 10 %.
Tinder
Původní nativní aplikace Tinderu se načítala 11,91 sekund. Nová PWA je o 90 % menší a načte se za 4,69 sekund. 
Další PWA:
- Spotify PWA
- Twitter
- Android Messages
- Google Maps
- Google Photos
- Uber
- Flipboard
- Telegram
- Air France
- Pinterest

### Česko
Od roku 2018 začal počet progresivních aplikací v oběhu rapidně růst a na tento trend proto naskočily i společnosti jako síť kaváren Starbucks, nákupní galerie Aliexpress, seznamka Tinder, přepravní startup Uber, sociální síť Pinterest, ale i česká rozvozová služba DámeJídlo. A většina z nich si po dlouhodobém testování rozhodně nemůže na výsledky stěžovat.“
Odborný portál zaměřený na technologie a byznys Czechcrunch o PWA napsal:
„Jejich hlavní výhodou je fakt, že se nemusí stahovat a instalovat z nějakého obchodu, ale „nainstalují“ se přímo samy v rámci webového rozhraní, takže to uživatel na první pohled vůbec nepozná. Oproti klasickému webu nabízí mnohem rychlejší načítání, možnost ukládání jednotlivých stránek do offline režimu, push notifikace nebo přístup k samotnému zařízení, takže se v základu velmi podobají klasické nativní aplikaci.
Mezi známé české PWA patří:
- Kiwi.com – Český internetový vyhledávač letenek umožňuje jejich rezervaci a koupi. Zaměřuje se na propojování letů leteckých společností, které spolu normálně nespolupracují. PWA si vyvinuli interně.
- Foodora – původem Česká rozvozová (food delivery) služba Dámejídlo.cz, která v roce 2023 změnila název.
- MyDentLab – Software na řízení zubních laboratoří zjednodušuje komunikaci mezi laboratoří a lékaři. Mezi hlavní funkce aplikace patří kalkulačka ziskovosti zubních náhrad, automatická fakturace, online správa zakázek a jednoduchá zpětná vazba. PWA vyvinulo brněnské studio SNADNEE.[30]